# Брајдин
Брајдин (њем. Breydin) општина је у њемачкој савезној држави Бранденбург. Једно је од 24 општинска средишта округа Барним. Према процјени из 2010. у општини је живјело 840 становника. Посједује регионалну шифру (AGS) 12060034.

## Географски и демографски подаци
Брајдин се налази у савезној држави Бранденбург у округу Барним. Општина се налази на надморској висини од 64 метра. Површина општине износи 34,6 km². У самом мјесту је, према процјени из 2010. године, живјело 840 становника. Просјечна густина становништва износи 24 становника/km².